# Pustoviitove, Hlobîne
Pustoviitove (în ucraineană Пустовійтове) este localitatea de reședință a comunei Pustoviitove din raionul Hlobîne, regiunea Poltava, Ucraina.

## Demografie
Componența lingvistică a localității Pustoviitove
     Ucraineană (96,18%)
     Rusă (2,88%)
     Alte limbi (0,78%)
Conform recensământului din 2001, majoritatea populației localității Pustoviitove era vorbitoare de ucraineană (96,18%), existând în minoritate și vorbitori de rusă (2,88%).